# ريو ديل (كاليفورنيا)
ريو ديل (بالإنجليزية: Rio Dell )‏ هي إحدى مدن مقاطعة هومبولدت، كاليفورنيا. تم إعطاءها لقب مدينة في 23 فبراير، 1965.

## التركيبة السكانية
حدّد مكتب تعداد الولايات المتحدة بيانات التركيبة السكانية لريو ديل في تعداد الولايات المتحدة. في ما يلي، التركيبة السكانية حسب تعدادي 2000 و2010.

### تعداد عام 2000
بلغ عدد سكان ريو ديل 3,174 نسمة بحسب تعداد عام 2000، وبلغ عدد الأسر 1,221 أسرة وعدد العائلات 830 عائلة مقيمة في المدينة. في حين سجلت الكثافة السكانية 507 نسمة لكل كيلومتر مربع (1,313.1/ميل2). وبلغ عدد الوحدات السكنية 1,434 وحدة بمتوسط كثافة قدره 229.1 لكل كيلومتر مربع (593.4/ميل2).
وتوزع التركيب العرقي للمدينة بنسبة 85.63% من البيض و0.16% من الأمريكيين الأفارقة و3.88% من الأمريكيين الأصليين و0.38% من الأمريكيين ذوي الأصول الآسيوية و0.03% من سكان جزر المحيط الهادئ و5.73% من الأعراق الأخرى و4.19% من عرقين مختلطين أو أكثر و10.81% من الهسبانيون أو اللاتينيون من أي عرق.
بلغ عدد الأسر 1,221 أسرة كانت نسبة 38% منها لديها أطفال تحت سن الثامنة عشر تعيش معهم، وبلغت نسبة الأزواج القاطنين مع بعضهم البعض 48.1% من أصل المجموع الكلي للأسر، ونسبة 13.2% من الأسر كان لديها معيلات من الإناث دون وجود شريك، بينما كانت نسبة 6.7% من الأسر لديها معيلون من الذكور دون وجود شريكة وكانت نسبة 32% من غير العائلات. تألفت نسبة 25% من أصل جميع الأسر من عدة أفراد يعيشون في نفس المنزل ونسبة 10.4% كانت تتألف من شخص يعيش بمفرده يبلغ من العمر 65 عاماً أو أكثر. وبلغ متوسط حجم الأسرة المعيشية 2.59، أما متوسط حجم العائلات فبلغ 3.08.
بلغ العمر الوسطي للسكان 35.8 عاماً. وكانت نسبة 28.3% من القاطنين تحت سن الثامنة عشر، وكانت نسبة 9.3% بين الثامنة عشر والرابعة والعشرين عاماً، ونسبة 26.5% كانت واقعةً في الفئة العمرية ما بين الخامسة والعشرين والرابعة والأربعين عاماً، ونسبة 22.3% كانت ما بين الخامسة والأربعين والرابعة والستين، ونسبة 13.4% كانت ضمن فئة الخامسة والستين عاماً فما فوق. يوجد لكل 100 أنثى 99.0 ذكر، ويوجد لكل 100 أنثى في الثامنة عشر من عمرها فما فوق 95.3 ذكر.
بلغ متوسط دخل الأسرة في المدينة 29,254 دولارًا، أما متوسط دخل العائلة فبلغ 36,464 دولارًا. وكان متوسط دخل الذكور 30,410 دولارًا مقابل 19,688 دولارًا للإناث. وسجل دخل الفرد الخاص بالمدينة 12,569 دولارًا. وكانت نسبة 18.5% من العائلات ونسبة 23.1% من السكان تحت خط الفقر، وكان من هؤلاء نسبة 32% تحت سن الثامنة عشر ونسبة 12.1% في الخامسة والستين من العمر وما فوق.

### تعداد عام 2010
بلغ عدد سكان ريو ديل 3,368 نسمة بحسب تعداد عام 2010، وبلغ عدد الأسر 1,367 أسرة وعدد العائلات 844 عائلة مقيمة في المدينة. في حين سجلت الكثافة السكانية 538 نسمة لكل كيلومتر مربع (1,393.4/ميل2). وبلغ عدد الوحدات السكنية 1,442 وحدة بمتوسط كثافة قدره 230.4 لكل كيلومتر مربع (596.7/ميل2).
وتوزع التركيب العرقي للمدينة بنسبة 85.93% من البيض و0.39% من الأمريكيين الأفارقة و3.71% من الأمريكيين الأصليين و0.74% من الأمريكيين ذوي الأصول الآسيوية و0.09% من سكان جزر المحيط الهادئ و4.16% من الأعراق الأخرى و4.99% من عرقين مختلطين أو أكثر و11.40% من الهسبانيون أو اللاتينيون من أي عرق.
بلغ عدد الأسر 1,367 أسرة كانت نسبة 32.2% منها لديها أطفال تحت سن الثامنة عشر تعيش معهم، وبلغت نسبة الأزواج القاطنين مع بعضهم البعض 41% من أصل المجموع الكلي للأسر، ونسبة 14.6% من الأسر كان لديها معيلات من الإناث دون وجود شريك، بينما كانت نسبة 6.2% من الأسر لديها معيلون من الذكور دون وجود شريكة وكانت نسبة 38.3% من غير العائلات. تألفت نسبة 29.9% من أصل جميع الأسر من عدة أفراد يعيشون في نفس المنزل ونسبة 10.2% كانت تتألف من شخص يعيش بمفرده يبلغ من العمر 65 عاماً أو أكثر. وبلغ متوسط حجم الأسرة المعيشية 2.45، أما متوسط حجم العائلات فبلغ 2.99.
بلغ العمر الوسطي للسكان 38.3 عاماً. وكانت نسبة 23.8% من القاطنين تحت سن الثامنة عشر، وكانت نسبة 9.2% بين الثامنة عشر والرابعة والعشرين عاماً، ونسبة 24.5% كانت واقعةً في الفئة العمرية ما بين الخامسة والعشرين والرابعة والأربعين عاماً، ونسبة 29.4% كانت ما بين الخامسة والأربعين والرابعة والستين، ونسبة 13.2% كانت ضمن فئة الخامسة والستين عاماً فما فوق. وتوزع التركيب الجنسي للسكان بنسبة 49.2% ذكور و50.8% إناث.

## المناخ
يظهر الجدول التالي التغييرات المناخية على مدار السنة لريو ديل:
| البيانات المناخية لـريو ديل       | البيانات المناخية لـريو ديل | البيانات المناخية لـريو ديل | البيانات المناخية لـريو ديل | البيانات المناخية لـريو ديل | البيانات المناخية لـريو ديل | البيانات المناخية لـريو ديل | البيانات المناخية لـريو ديل | البيانات المناخية لـريو ديل | البيانات المناخية لـريو ديل | البيانات المناخية لـريو ديل | البيانات المناخية لـريو ديل | البيانات المناخية لـريو ديل | البيانات المناخية لـريو ديل |
| الشهر                             | يناير                       | فبراير                      | مارس                        | أبريل                       | مايو                        | يونيو                       | يوليو                       | أغسطس                       | سبتمبر                      | أكتوبر                      | نوفمبر                      | ديسمبر                      | المعدل السنوي               |
| --------------------------------- | --------------------------- | --------------------------- | --------------------------- | --------------------------- | --------------------------- | --------------------------- | --------------------------- | --------------------------- | --------------------------- | --------------------------- | --------------------------- | --------------------------- | --------------------------- |
| الدرجة القصوى °ف (°م)             | 76 (24)                     | 82 (28)                     | 86 (30)                     | 90 (32)                     | 97 (36)                     | 98 (37)                     | 102 (39)                    | 96 (36)                     | 98 (37)                     | 97 (36)                     | 81 (27)                     | 73 (23)                     | 102 (39)                    |
| متوسط درجة الحرارة الكبرى °ف (°م) | 55.3 (12.9)                 | 57.4 (14.1)                 | 58.5 (14.7)                 | 60.3 (15.7)                 | 63.2 (17.3)                 | 66.3 (19.1)                 | 69.1 (20.6)                 | 70.3 (21.3)                 | 70.9 (21.6)                 | 67.3 (19.6)                 | 60.5 (15.8)                 | 55.6 (13.1)                 | 62.9 (17.2)                 |
| المتوسط اليومي °ف (°م)            | 47.8 (8.8)                  | 49.5 (9.7)                  | 50.4 (10.2)                 | 52.3 (11.3)                 | 55.5 (13.1)                 | 58.7 (14.8)                 | 60.9 (16.1)                 | 61.7 (16.5)                 | 60.9 (16.1)                 | 57.6 (14.2)                 | 52.4 (11.3)                 | 48.3 (9.1)                  | 54.7 (12.6)                 |
| متوسط درجة الحرارة الصغرى °ف (°م) | 40.3 (4.6)                  | 41.6 (5.3)                  | 42.6 (5.9)                  | 44.3 (6.8)                  | 47.7 (8.7)                  | 51.1 (10.6)                 | 52.8 (11.6)                 | 53.1 (11.7)                 | 50.9 (10.5)                 | 47.8 (8.8)                  | 44.2 (6.8)                  | 41.1 (5.1)                  | 46.4 (8.0)                  |
| أدنى درجة حرارة °ف (°م)           | 20 (−7)                     | 23 (−5)                     | 29 (−2)                     | 32 (0)                      | 33 (1)                      | 40 (4)                      | 40 (4)                      | 41 (5)                      | 37 (3)                      | 28 (−2)                     | 27 (−3)                     | 17 (−8)                     | 41 (5)                      |
| الهطول إنش (مم)                   | 8.8 (220)                   | 7.5 (190)                   | 6.5 (170)                   | 3.5 (89)                    | 1.7 (43)                    | 0.6 (15)                    | 0.1 (2.5)                   | 0.2 (5.1)                   | 0.6 (15)                    | 3.0 (76)                    | 6.4 (160)                   | 9.2 (230)                   | 48.1 (1٬220)                |
| متوسط أيام هطول الأمطار           | 16                          | 15                          | 15                          | 12                          | 9                           | 5                           | 2                           | 2                           | 3                           | 8                           | 14                          | 16                          | 117                         |
| المصدر:                           |                             |                             |                             |                             |                             |                             |                             |                             |                             |                             |                             |                             |                             |